# Clan Douglas
Douglas è un clan scozzese originario delle Lowlands scozzesi che prende il proprio nome dal villaggio di Douglas dal quale i suoi capi partirono per ottenere territori negli Scottish Borders, nell'Angus, Lothian, Moray e Francia. Durante il Basso Medioevo i Douglas furono una delle più potenti famiglie delle Lowlands e spesso detennero un enorme potere all'ombra del trono degli Stuart. Il capo clan deteneva il titolo di Conte di Douglas, che divenne poi prerogativa della branca conosciuta come Black Douglas mentre il titolo di Conte di Angus andò agli esponenti dei Red Douglas.
Attualmente i Douglas non hanno un capo clan riconosciuto dal Lord leone, re d'arme ed è quindi considerato un Clan armigero.

## Storia

### Origini
Secondo la tradizione il cognome Douglas viene dal gaelico o dal cumbrico Dubh glas/Ddu glas che significa nero-bluastro/verde, forse derivante dal colore di un fiume che scorreva lungo il territorio dei Douglas. In gaelico effettivamente dubh vuol dire scuro o nero mentre glas sta per torrente, ruscello. Un'antica tradizione vuole che un certo Sholto Douglas aiutò il re di Scozia Solvathius a vincere una battaglia nel 767, tale storia non ha però nessun fondamento storico forte.
Il vero progenitore del Clan Douglas fu Theobaldus Flammatius (il Fiammingo) che nel 1147 ricevette delle terre presso la località nota come Douglas Water in ricompensa dei servigi resi all'abate di Kelso.
Le prime note storiche sul clan si hanno attorno al 1170 ed essi appaiono connessi al Clan Murray e come loro dovevano avere origini fiamminghe, i Murray discendevano da un cavaliere fiammingo di nome Freskin. Come si è visto poco sopra anche il capostipite dei Douglas, Theobaldus, era di quella nazionalità e benché questo non sia in discussione gli storici sono in disaccordo sul fatto che le terre date a Theobaldus non siano le stesse da cui sono poi provenuti i Douglas.
Nel 1179 William Douglas (morto nel 1214) fu nominato Signore di Douglas, pare che egli fosse un figlio di Theobaldus e fu il primo a fregiarsi del cognome Douglas, per altro egli si sposò con un'esponente del Clan Murray.

### Crescente potere
Durante le Guerre di indipendenza scozzesi William Douglas the Hardy era governatore di Berwick-upon-Tweed quando la città venne messa sotto assedio dagli uomini di Edoardo I d'Inghilterra. William venne preso prigioniero e fu rilasciato solo quando ammise di accettare la sovranità inglese sulla Scozia, ben lungi dal volere fare questo si unì a William Wallace nelle sue lotte per l'indipendenza scozzese, tuttavia venne di nuovo catturato e morì nella Torre di Londra nel 1298.
Il figlio di William, James Douglas fu il primo ad avere il soprannome di Black Douglas, egli condivise le sfortune di Robert Bruce alla Battaglia di Methven e a quella di Dalrigh nel 1306. I due uomini impararono un'importante lezione, l'avere meno disponibilità di risorse ed equipaggiamenti poneva il loro esercito in una posizione di svantaggio rispetto allo stile classico di combattimento. Quando nel 1307 riesplosero i conflitti essi adottarono la tattica della guerriglia, si muovevano veloci, con equipaggiamento leggero per attaccare e colpire rapidamente un esercito che era fortemente dipendente dalle proprie postazioni difensive.
James riconquistò il castello di Roxburgh nel 1313, gli venne dato l'onore di avere una propria bandiera sotto la quale guidare i propri uomini e l'anno seguente fu a capo di una delle armate che combatté alla Battaglia di Bannockburn.
Il soprannome di Black Douglas gli venne dato per via delle sue azioni militari, egli divenne infatti una sorta di Uomo nero nelle ninna nanne del nord dell'Inghilterra tanto che una di esse lo cita apertamente Hush ye, hush ye, little pet ye. Hush ye, hush ye, do not fret ye. The Black Douglas shall not get ye (la filastrocca si può tradurre grossolanamente come taci taci piccolino, non preoccuparti che il Black Douglas non ti prenderà). Altre teorie vogliono che tale soprannome derivi dalla sua carnagione, tuttavia egli è citato con quel nome solo nelle cronache inglesi giacché gli scozzesi lo chiamavano il Buono. Negli anni a venire gli altri Douglas si fregiarono di quel soprannome allo stesso modo in cui posero il cuore di Bruce sul proprio stemma, per indurre la paura nei loro nemici ed esibire la potenza della loro gente.
Alla propria morte Robert Bruce chiese ai Douglas, i suoi compagni d'arme più cari, di portare il suo cuore in Terra santa come espiazione per l'omicidio di John Comyn, III Signore di Badenoch. James e i suoi uomini vennero invitati ad unirsi alle forze di Alfonso XI di Castiglia, cugino di Edoardo III d'Inghilterra attraverso sua madre Isabella di Francia a combattere i mori nella Battaglia di Teba. James morì il 25 agosto 1330 mentre conduceva una carica di cavalleria in decisa inferiorità numerica e lontano dalle altre forze dell'esercito cristiano. Il cuore di Bruce fu recuperato e venne riportato in Scozia e seppellito all'Abbazia di Melrose, anche le ossa di James tornarono in patria e vennero interrate alla Kirk di St.Bride, anche se esse non si trovano sotto il sepolcro con la sua effigie e la loro locazione esatta dev'essere ancora individuata.
Con la morte di James salì alla ribalta il suo fratellastro, Archibald Douglas, che venne eletto Reggente di Scozia per il giovanisimo Davide II di Scozia nel tardo marzo del 1333 che morì nel luglio dello stesso anno alla Battaglia di Halidon Hill che vide non solo la netta vittoria degli inglesi, ma anche la loro ripresa della città di Berwick. Talvolta Archibald viene confuso con il suo pronipote Archibald Douglas, IV conte di Douglas, con cui condivise pesanti disfatte militari. Tuttavia lo si deve ricordare anche per le vittorie, come quella che ottenne alla Battaglia di Stanhope Park nella quale condusse gli scozzesi a sud nella contea di Durham, ne devastò le terre e tornò in patria con un grande bottino.
A James, quale Signore di Douglas, succedette il figlio naturale William Douglas, IV Signore di Douglas (morto nel 1333), ma egli non riuscì mai a essere davvero padrone di tutti i suoi titoli e le sue terre, probabilmente perché era ancora minorenne quando morì ad Halidon Hill insieme allo zio. Il nuovo Signore di Douglas fu Hugh the Dull, Signore di Douglas un canonico che serviva nel vescovado di Glasgow e che deteneva una prebenda presso Roxburgh, il titolo gli venne dato nel 1342, ma egli lo passò immediatamente al nipote William Douglas, I conte di Douglas, figlio di Archibald, che divenne il primo Conte di Douglas. A William succedette il primogenito James Douglas, II conte di Douglas, mentre il suo figlio illegittimo George Douglas, I conte di Angus (1380 - 1403) fu il capostipite dei Red Douglas che presero il titolo di Conte di Angus. James contribuì fortemente ad accrescere il prestigio della famiglia sposando la pronipote di Robert Bruce, Isabella Stuart, figlia di Roberto II di Scozia.
James morì alla Battaglia di Otterburn del 1388 e non avendo eredi maschi legittimi il titolo passò ad Archibald Douglas, III conte di Douglas uno dei figli illegittimi di James the Black Douglas.

### Conflitti con la Corona
Archibald Douglas lavorò duramente per accrescere il potere della propria famiglia, difese efficacemente il Castello di Edimburgo contro le forze di Enrico IV d'Inghilterra nel 1400 per poi morire l'anno seguente. A lui succedette il figlio Archibald Douglas, IV conte di Douglas che si mantenne vicino al trono sposando Margaret Stuart (morta fra il 1450 e il 1456) una delle figlie di Roberto III di Scozia e cadde prigioniero di Enrico IV mentre combatteva nella Battaglia di Shrewsbury nel 1403. Tre anni dopo Roberto morì lasciando il trono al figlio di nove anni Giacomo I di Scozia ed Archibald entrò a fare parte del consiglio di reggenza, nel 1412 egli si recò a Parigi dove si alleò formalmente con Giovanni di Borgogna e nel 1423 si pose alla testa di 10.000 uomini che andarono in aiuto di Carlo VII di Francia contro gli inglesi ed ebbe il grado di Tenente generale nell'esercito guidato da Giovanna d'Arco oltre al titolo di Duca di Touraine. Archibald morì il 17 agosto 1424 alla Battaglia di Verneuil insieme al figlio James e al genero John Stewart, conte di Buchan.
Con il tempo i Douglas erano divenuti così potenti da essere percepiti come una minaccia alla sicurezza nazionale, il 24 novembre 1440 il giovane William Douglas, VI conte di Douglas (1424 - 24 novembre 1440) venne invitato a cena insieme al fratello David dal decenne Giacomo II di Scozia. Quella che divenne nota come la Black Dinner fu organizzata da William Crichton, I Signore di Crichton (morto nel 1454), dopo il pasto i giovani Douglas vennero portati fuori dal Castello di Edimburgo e decapitati. Il clan reagì mettendo il castello sotto assedio e Crichton, che era stato ricompensato con una signoria, percependo il pericolo rimise il castello nelle mani del Re.
Per un po' di tempo sembrò correre miglior sangue fra il Re e i Douglas, nel 1448 Hugh Douglas, Conte di Ormonde (morto nel 1455) sconfisse gli inglesi alla battaglia di Sark. In quegli stessi anni Giacomo II di Scozia diede le terre che erano appartenute al Conte di Atholl nella regione di Strathbogie al Clan Gordon e il suo attuale esponente, Alexander Gordon, I conte di Huntly, fu creato Conte di Huntly nel 1449. In quegli anni il Re era in pessimi rapporti con la branca conosciuta ormai come dei Black Douglas e in questo modo con i Gordon dalla parte del re e i loro uomini impegnati nel sud del Paese il Red Douglas Archibald Douglas, VI conte di Moray (1426 - 1º maggio 1455) ebbero vita facile a mettere sotto scacco le terre dei Gordon e a prendere il castello di Huntly.
Tuttavia queste conquiste ebbero vita breve, non appena i Gordon tornarono indietro ricacciarono gli uomini di Moray e benché il castello fosse stato raso al suolo un altro sorse al suo posto.
I Douglas avevano anche questioni in sospeso con il Clan Colville, uno dei loro esponenti aveva ucciso il Laird di Auchinleck, un loro alleato, per vendicare la sua morte i Douglas attaccarono il castello dei Colville e molti di loro rimasero uccisi e William Douglas, VIII conte di Douglas uccise personalmente Richard Colville.
Il grande potere della famiglia impediva a Giacomo di governare liberamente; dopo diverse schermaglie che avevano portato la questione a un punto morto egli invitò William al castello di Stirling con la promessa di un salvacondotto nel 1452. Una volta lì egli venne accusato di essere sceso a patti con gli York e di essere coinvolto in una cospirazione con John Islay, Conte di Ross ed Alexander Islay, IV conte di Crawford (morto nel 1453) per detronizzarlo. Quando gli venne chiesto di ripudiare tale patto William rifiutò e sia che esso fosse volto o meno a detronizzarlo per William fu la fine: il re lo colpì alla gola con un pugnale e il capitano delle guardie lo finì con un colpo di azza, dopodiché il suo corpo venne gettato dalla finestra nel giardino sottostante, dove trovò tardiva sepoltura.
A capo del clan ascese ora suo fratello James Douglas, IX conte di Douglas che nel 1455 si ribellò al Re e venne sconfitto alla battaglia di Arkinholm del 1º maggio dalle forze realiste supportate dalle armate dei Red Douglas. Questa sconfitta portò alla fine dei Black Douglas, James perse ogni titolo o bene in quello stesso anno e un atto del parlamentò donò a George Douglas, IV conte di Angus tutte le proprietà che erano dei Douglas. James non demorse e fu definitivamente sconfitto da Giacomo III di Scozia nella battaglia di Lochmaben Fair il 22 luglio 1484.

### Conti, Marchesi e Duchi di Douglas
Nel 1513 alla Battaglia di Flodden Field era presente un forte contingente di uomini dei Douglas fra cui Archibald Douglas, V conte di Angus e i suoi due figli che vennero uccisi insieme ad altri 200 membri del clan.
Nel 1530 una grave disputa insorse fra Robert Charteris, del clan omonimo e James Douglas, VII barone Drumlanrig (morto nel 1578), e si disse che fu uno degli ultimi grandi combattimenti fra cavalieri. Esso si svolse secondo i dettami delle leggi medievali dei tornei con tanto di araldi mentre il sovrano assisteva dalle mura del castello, si dice che il combattimento fosse stato affrontato con tanta foga che la spada di Charteris si ruppe e gli uomini del re dovettero andare a separare i contendenti.
I Douglas si avvicinarono di nuovo al trono quando Archibald Douglas, VI conte di Angus sposando Margherita Tudor divenne tutore di suo figlio, il giovanissimo Giacomo V di Scozia, dal loro matrimonio nacque Margaret Douglas che divenne la madre di Enrico Stuart, Lord Darnley secondo marito di Maria Stuarda, unica figlia di Giacomo V.
Archibald condusse alla vittoria gli scozzesi alla Battaglia di Ancrum Moor nel 1545 nel corso del Brutale corteggiamento e due anni dopo perse alla Battaglia di Pinkie Cleugh.
Il nipote di Archibald, James Douglas, IV conte di Morton, fu uno dei più acerrimi nemici di Maria Stuarda e fu fra coloro che erano a conoscenza del piano per uccidere Davide Rizzio così come si crede che egli fosse pesantemente implicato nella morte di Darnley. In qualità di Reggente egli combatté strenuamente contro i sostenitori di Maria e venne giustiziato nel 1581 per la complicità in questi due omicidi avvenuti decenni prima.
Nel 1639 si aprì la Guerre dei tre regni e il cattolico William Douglas, I marchese di Douglas si schierò al fianco di Carlo I d'Inghilterra, a seguito della Battaglia di Kilsyth nel 1645 egli si unì a James Graham, I marchese di Montrose e fu presente quando i realisti incontrarono le forze dei Covenanti alla Battaglia di Philiphaugh occasione in cui egli stesso si salvò a stento. A seguito della vittoria di Oliver Cromwell William fu costretto a pagare un'ammenda di 1.000 £.
Nel 1660 William Douglas, duca di Hamilton, fratello del secondo marchese, divenne per matrimonio Duca di Hamilton, i titoli di Marchese di Douglas, Conte di Angus ed altri vennero trasferiti ai duchi di Hamilton e ai loro eredi della casata che fu chiamata dei Marchesi di Douglas e Clydesdale. La linea famigliare ora nota come dei Douglas-Hamilton fu costretta a rinunciare, secondo il Diritto di Scozia, alla guida del clan a causa del doppio cognome.
Nel 1689 James Douglas, conte di Angus (1671 -3 agosto 1692) diede vita al 26º reggimento di Fanteria, a dispetto del grande numero di uomini di cui constava egli perse alla Battaglia di Dunkeld contro i giacobiti.
Nel 1703 il Marchesato di Douglas venne elevato a Ducato, Archibald Douglas, I duca di Douglas (15 ottobre 1694 - 21 luglio 1761) sposò Margaret Douglas, fu un'unione tardiva e da essa non nacquero eredi tanto che il ducato si estinse con lui. Dal tardo XVII secolo sempre più potere politico venne controllato dai Douglas di Drumlanrig che discendevano dai Black Douglas, essi erano stati creati Conti di Queensberry nel 1633 e quindi Marchesi nel 1682 e Duchi nel 1684.
James Douglas, II duca di Queensberry fu fra coloro che stilarono l'Atto di unione del 1707. Nel XVIII secolo, durante le rivolte giacobite, i Douglas si mantennero fedeli agli inglesi ed Archibald Douglas condusse i volontari alla Battaglia di Sheriffmuir del 1715 che portò alla vittoria dei britannici, in quello stesso scontro partecipò il suo giovane cugino, Archibald Douglas, II conte di Forfar (25 maggio 1692 - 8 dicembre 1715) che perì poco dopo per le ferite riportate. Trent'anni dopo, nel 1745, il castello di Douglas venne bruciato dalle armate delle Highland che sostenevano la causa di Carlo Edoardo Stuart, dieci anni dopo il castello venne bruciato ancora e il Duca ne commissionò un altro a Robert Adam, ma i lavori si interruppero alla sua morte nel 1761.
Con la sua morte il Marchesato e il Contado di Angus andarono a James Hamilton, VII duca di Hamilton (18 febbraio 1755 - 7 luglio 1769) discendente di James Douglas, II marchese di Douglas (1646 circa - 25 febbraio 1700), suo quadrisnonno.
Attualmente è erede al titolo di capoclan Alexander Douglas-Hamilton, XVI duca di Hamilton (31 marzo 1978) che tuttavia non può essere da lui ereditato a causa del doppio cognome.

## Castelli e residenze
- Aberdour Castle, Fife, posseduto dai Conti di Morton
- Balvenie Castle, Moray, posseduto da James Douglas, VII conte di Douglas
- Berwick Castle, Northumberland, amministrato da William Douglas the Hardy e oggi parte della stazione di Berwick-upon-Tweed
- Bonkyll Castle, Bunkle, Berwickshire
- Bothwell Castle, South Lanarkshire
- Bowhill House, Selkirkshire. Dimora dei Duchi di Buccleuch e Queensberry
- Cranshaws Castle
- Dalkeith Castle, Lothian
- Douglas Castle, South Lanarkshire
- Castello di Drumlanrig, Dumfries e Galloway, magione seicenteca dei Duchi di Buccleuch e Queensberry
- Grangemuir House, Fife
- Hawthornden Castle, Lothian
- Hermitage Castle, Roxburghshire, castello trecentesco dei Douglas
- Hume Castle, Berwickshire, residenza di Sir Alexander Douglas
- Kilspindie Castle, Lothian, sede dei Douglas di Kilspindie
- Langenstein Castle, Germania, ove vivono ancora oggi i Douglas del ramo di Svezia-Germania
- Lennoxlove House, Lothian, dimora dei Duchi di Hamilton
- Castello di Loch Leven, Kinross, prima residenza dei Conti di Morton
- Lochindorb Castle, Strathspey
- Morton Castle, Nithsdale, Dumfries e Galloway, posseduto formalmente dai Conti di Morton
- Newark Castle, Selkirkshire
- Neidpath Castle, Peeblesshire
- Ormond Castle, Black Isle
- Roxburgh Castle, preso con la forza di Sir James Douglas
- Rydboholm Castle, sede del ramo svedese
- Sandilands Castle, Fife
- Castello di Stjärnorp, Östergötland, Svezia
- Castello di Strathaven, Lanarkshire
- Castello di Strathendry, Fife
- Castello di Tantallon, Lothian, roccaforte dei Red Douglas
- Castello di Threave, Dumfries e Galloway
- Timpendean Tower, Roxburghshire
- Whittingehame Tower, Lothian